# Шиля-Ніражулуй
Шиля-Ніражулуй (рум. Șilea Nirajului) — село у повіті Муреш в Румунії. Входить до складу комуни Мегерань.
Село розташоване на відстані 257 км на північ від Бухареста, 28 км на схід від Тиргу-Муреша, 102 км на схід від Клуж-Напоки, 117 км на північний захід від Брашова.

## Населення
За даними перепису населення 2002 року у селі проживали 503 особи, з них 502 особи (99,8%) угорців. Рідною мовою 502 особи (99,8%) назвали угорську.